# Parlamentní volby v Kamerunu v roce 1997
Parlamentní volby v Kamerunu se konaly 17. května 1997. Ve volbách zvítězila vládnoucí strana Kamerunské lidové demokratické hnutí (RDPC), která získala 109 ze 180 křesel v Národním shromáždění. Po podání žaloby Nejvyšší soud Kamerunu zrušil výsledky voleb v sedmi volebních obvodech. V těchto místech se volby opakovaly dne 3. srpna 1997. Všechny dodatečné mandáty získala RDPC a celkově tak obsadila 116 křesel v Národním shromáždění. Mezi zvolenými poslanci bylo deset žen.

## Volební výsledky
| Politická strana                        | Hlasy     | %       | Mandáty | */- |
| --------------------------------------- | --------- | ------- | ------- | --- |
| Kamerunské lidové demokratické hnutí    | 1 399 751 | 48,46 % | 109     | ▲21 |
| Sociálně demokratická fronta            | 685 689   | 23,74 % | 43      | ▲43 |
| Národní unie pro demokracii a pokrok    | 392 712   | 13,59 % | 13      | ▼55 |
| Svaz lidu Kamerunu                      | 78 452    | 2,72 %  | 1       | ▼5  |
| Kamerunská demokratická unie            | 76 644    | 2,65 %  | 5       | ▲5  |
| Hnutí za obranu republiky               | 71 762    | 2,48 %  | 1       | ▼5  |
| Národní aliance pro demokracii a pokrok | 25 658    | 0,89 %  | 0       | -   |
| Unie demokratických sil Kamerunu        | 19 824    | 0,69 %  | 0       | -   |
| Hnutí svobody kamerunské mládeže        | 12 973    | 0,45 %  | 1       | ▲1  |
| Kamerunská strana demokratů             | 3 460     | 0,12 %  | 0       | -   |
| další politické strany                  | 121 791   | 4,22 %  | 0       | -   |
| neobsazeno                              |           |         | 7       | -   |
| Celkem                                  | 2 888 716 | 100 %   | 180     |     |
|                                         |           |         |         |     |
| Platných hlasů                          | 2 888 716 | 97,86 % |         |     |
| Neplatných hlasů                        | 63 137    | 2,14 %  |         |     |
| Celkem hlasů                            | 2 951 853 | 100 %   |         |     |
| Registrovaných voličů/volební účast     | 3 844 330 | 76,78 % | .       | .   |